# Венеция през XVII – XVIII век
Лишена от сигурния доход, който левантийската търговия ѝ е осигурявала в миналото, сериозно застрашена от османските турци в своите отвъдморски територии, заобиколена от все по-силни и национални европейски сили и преди всичко все по-открито враждебни към нейната автономия, Венецианската република се съсредоточава върху защитата на владенията си, като в същото време тръгва към бавен политически упадък. Ако през XVII век тя все още е валидно ангажирана във войните за защита на своите морски граници и все още е способна не само да се изправи срещу турците в защитата на последната си голяма колония Кандия (о-в Крит), но дори да премине в контраатака със завладяването на Мореа, то през XVIII век тя е сведена до италианска регионална сила, все по-укрепена в позиции на неутралитет и защита на съществуващото, които обаче не я предпазват от наполеоновото нашествие.

## XVII век

### Венеция срещу Испанияː Война за Градиска, заговор на Бедмар и Война за Валтелина
На 10 януари 1606 г. дож става Леонардо Донато. Той незабавно трябва да се изправи пред папските претенциите относно събитията при управлението на предишния дож, които провокират интердикта на папа Павел V. Републиката отговаря, като назначава свой богословски съветник – фра Паоло Сарпи, който излага в протест причините за невалидността на папския акт, призовавайки духовенството да продължи своите функции под наказание от експулсиране от земите на Венеция. Йезуитите, които не искат да се подчинят на диктата, са изгонени. На 21 април 1607 г., чрез френско посредничество, най-накрая е постигнато споразумение: предаването на двамата арестувани духовници на Кралство Франция в замяна на вдигане на интердикта.
През 1609 г. Галилео Галилей представя на Сеньорията новото си изобретение на камбанарията на „Сан Марко“: телескопа.

Дож Донато умира на 16 юли 1612 г. и е наследен от Маркантонио Мемо на 24 юли. През 1613 г. Венеция започва войната срещу ускоците пирати, защитавани и въоръжени от Австрия, които започват да воюват чрез блокади и изтребителни действия. 
На 2 януари 1615 г. за дож е избран Джовани Бембо. Към края на годината ускоците опустошават територията на Монфалконе, предизвиквайки реакцията на Венеция, която обявява война на Ерцхерцогство Австрия. Започвайки от града-крепост Палма, венецианците окупират Кормонс, Аквилея, Червиняно, като стигат дотам, че обсаждат стратегическата крепост Градиска в Графство Гориция. Ето защо австрийците преминават в настъпление в Истрия, като окупират северната ѝ част и в същото време подтикват ускоците да атакуват по море. Австрийската офанзива е подновена през 1616 г. в опит да завладее и Южна Истрия, но безуспешно. Междувременно на 24 февруари венецианците се връщат, за да обсадят Градиска, но съпротивата на форта ги принуждава да вдигнат обсадата.
Войната за Градиска се подновява с нова сила през юни 1617 г., когато и австрийският, и венецианският командир падат на полето, докато замъкът е обсаден за трети път, като е близо до падане. В този момент Испания заплашва с намеса. След това, през юли, до Десетте достига новината, че маркизът на Бедмар Алфонсо де ла Куева-Бенавидес – испански посланик, крои заговор срещу правителството, като се снабдява с голяма шпионска мрежа. В този момент Венеция отговаря, като установява контакти с Франция, която предлага да улесни мирните преговори. На 6 ноември в Мадрид е подписан договор, с който статуквото е възстановено. В същото време обаче Адриатическо море е обявено за венецианско море, затворено за всякакви неразрешени военни кораби. След това Републиката се съюзява с Републиката на седемте съединени провинции, влизайки във война с Неаполитанско кралство и въоръжавайки, наред с традиционната Тънка армада от галери, и Голямата армада от ветроходни кораби – въоръжени търговци и кораби, наети от холандци и англичани, за да се изправи срещу испанската сила. Междувременно е в ход планът за заговор, който предвижда морското нападение от страна на испанския флот, подкрепен от вътрешните действия на бунтовниците. Изпълнението на проекта се проваля както през ноември 1617 г., така и през март 1618 г. по случай погребението на дожа.
Управлението на дож Николо Донато е белязано от заговора на Бедмар. На 9 април таен донос потвърждава опасенията на Десетте, които се готвят да реагират. Дожът умира на 9 май; на 12 май Десетте, в разгара на междуцарствието, нареждат арестуването и смъртната присъда на враговете на държавата.
Новият дож на Венеция е Антонио Приули. След това Републиката се опитва да блокира прохода Валтелина за испанците, участващи по това време в Тридесетгодишната война, чрез разпалването на религиозни конфликти в Граубюнден, подновявайки съюза си с холандците през 1619 г. През юли 1620 г., докато се провежда т. нар. „Свещено клане“ – клане на реформираното население във Валтелина от страна на групи католици, ускоцката партизанска война е окончателно изкоренена, като същевременно се слага край на войната с Неапол. Почти по същото време обаче Венеция влиза във войната заедно със Савойците срещу испанците (вж. Война за Валтелина). Последствията от заговора продължават и по време на управлението на дож Приули: през 1622 г. сенаторът Антонио Фоскарини, посланик в Англия, е признат за виновен в шпионаж в полза на Испания и е обесен между колоните на малкия площад във Венеция: след като се разбира няколко месеца по-късно, че е невинен, той е реабилитиран с циркуляр, изпратен до европейските канцеларии.
През 1623 г. за дож е избран Франческо Контарини. По време на неговото управление Венеция се съюзява с Франция срещу Испания.
През 1625 г., когато Джовани I Корнаро става дож, Франция успява да настрои Дания срещу Испания и Империята, разширявайки продължаващия конфликт, но през 1626 г. поради вътрешни трудности е принудена да подпише мирен договор. Следователно Венеция също е принудена да преговаря с испанците, признавайки Валтелина като автономна територия под техен протекторат. Това обаче е само временно примирие: през 1629 г. Републиката се намесва срещу Испания в проблемите, възникнали около наследяването на Херцогство Мантуа, като подсилва флота с наемането на десет кораба, които да бъдат разположени в Армада Гроса.
През 1630 г., докато Николо Контарини е избран за дож, във Венеция се разразява чумна епидемия, пренесена в Италия от ландскнехтите и вероятно пристигнала в града след посланика на Мантуа маркиз Де Стирджис. През октомври Венецианският сенат, по искане на Сеньорията, дава тържествен обет да построи църква в чест на Богородица, ако епидемията спре. Едва през март 1631 г. обаче интензивността ѝ започва да намалява, което позволява да започне строителството на базиликата „Санта Мария дела Салуте“: изчислено е, че смъртните случаи във Венеция са 98 хиляди. Самият дож умира в тези месеци.

### Кандийска война
По време на управлението на дож Франческо Ерицо отношенията с турците и техните берберски съюзници започват отново да се влошават: през 1638 г. флотът от венециански ветроходни кораби се сблъсква близо до Вльора (тогава османско военно пристанище) в Адриатическо море с берберските пирати, опитващи се да проникнат във Венецианския залив, и ги разбива, като същевременно бомбардира и града. По-сериозен повод за избухването на война възниква през 1644 г., когато хоспиталиерите нападат османски конвой, натоварен с богатства и жени от харема на султана, който пътува от Константинопол към Александрия. Малтийската флотилия спира в пристанище на Кандия (о-в Крит), за да се снабди с припаси. Турците смятат тази постъпка за открито враждебно действие. През 1645 г. Високата порта събира армия от 50 000 души и 416 кораба, на пръв поглед за да проведе наказателна експедиция в Малта, но за ужас на венецианците турският флот внезапно се появява на 23 юни 1845 г. пред пристанището-крепост Ханя на Крит. Това е краят на 60-годишният период на мир между двете страни и венецианците, които се стараят да не дават на турците повод за война, оставят укрепленията на острова в неподдържано състояние и разчитат не на редовна армия, а на местна милиция.
Франческо да Молин е избран за дож на 20 януари. Мобилизираният венециански флот побеждава турския близо до Негропонт, но до май 1647 г. целият Крит вече е паднал, с изключение на столицата Кандия (Ираклио); за превземането на Кандия започва обсада, която продължава цели 22 години. Венеция, решена да защити последната си колония на всяка цена, упорито продължава битката, побеждавайки турците през 1649 г. във водите на Смирна и през 1651 г. във водите на Парос. Морски сблъсъци има отново многократно през 1654 г. По време на управлението на дож Карло Контарини има нови победи, докато венецианският флот не унищожава турците край Дарданелите.
Управлението на Франческо Корнаро продължава няколко месеца, също белязани от война, като венецианският флот се подготвя за нов опит за форсиране на Дарданелите.
Избран на 15 юни 1656 г., дож Бертучо Валиеро приветства новината, че в разгара на войната венецианският флот, след поредната победа над османския флот на 21 юни, открива достъп до Мраморно море и бомбардира Истанбул. Друга победа е постигната през 1657 г. при Хиос, но сблъсъкът с огромната империя става неравностоен за Републиката, която не се поддържа вече от търговия. Между 17 и 19 юли Венеция е победена по море в сблъсък, в който самият адмирал Ладзаро Мочениго губи живота си.

Управлението на дож Джовани Пезаро стартира 1658 г. То е белязано от подписването на Пиренейския договор в Европа, за да се сложи край на войната между Франция и Испания, което позволява на Венеция да получи нова помощ от Запада. Венецианците дори акостират в Мореа, превземайки Каламата, но скоро трябва да се оттеглят, за да се концентрират върху отбраната на Кандия. 
На 16 октомври 1659 г. за дож е избран Доменико II Контарини. През 1661 г. венецианският флот отново побеждава във водите на Милос турците, които са принудени да съсредоточат всичките си усилия върху прекратяването на конфликта. През август 1664 г., с подписването на мирния договор от Вашвар, турците изтеглят войските си от Балканите, съсредоточавайки ги срещу Венеция. След като последната отчаяна венецианска експедиция за повторно завладяване на Крит се проваля през 1666 г., през 1667 г. самият велик везир пристига в Кандия, за да ръководи военните операции на обсада, продължаваща вече деветнадесет години без прекъсване. В града се стичат контингенти от доброволци от цяла Европа. Кандия е описана в тази епоха като напълно унищожена и обезлюдена, но все още способна да устои на непрекъсната капка от бомбардировки, атаки, контраатаки и експлозии на мини, докато с рухването на последните защити не е подписан договор на 5 септември 1669 г. с военна почест. Венеция губи 134 млн. дуката и 30 000 мъже в конфликта, а турците – 80 000 войници и сума от няколко милиона в начинание, което би трябвало да продължи, според плановете им, едва няколко месеца.
Дожът умира през 1674 г. Мастото му е заето от Николо Сагредо. Неговите великолепни празненства и пищността и великолепието на управлението показват политика, обръщаща малко внимание на икономии, необходими за възстановяване след тази дълга и болезнена война.

### Последна победаː Морейска експедиция
На 26 август 1676 г. за дож е избран Алвизе Контарини. При неговото управление се разпространяват кафенетата: първото – Кафене „Флориан“ е открито през 1683 г. След падането на Кандия венецианското присъствие в Леванта е сведено само до Йонийските острови, но когато избухва войната между Австрия и Османската империя и турците идват да обсаждат Виена, Венеция се подготвя да воюва отново в старите си води. Затова през 1684 г., за да отблъсне османците, е създадена Свещена лига.
През януари 1684 г. за дож е избран Маркантонио Джустиниани, който се присъединява към Свещената лига от името на Венецианската република, нетърпелив да възстанови своите древни територии. Договорът е подписан на 25 април в присъствието на новия дож и на имперския посланик Леонард I фон Таксис. Франческо Морозини, последният защитник на Кандия, е назначен за генерален капитан на морските владения, докато венецианският байло на Константинопол бързо напуска града: за първи и единствен път Венеция е тази, която обявява война на Високата порта. За венецианските служители е приоритет да избегнат отмъщението, което в Османската империя традиционно очаква вражеските посланици. Турските територии в Далмация са атакувани, докато морлачките съюзници проникват в Босна и Албания. Флотът превзема Санта Маура, което позволява на морската пехота да завладее Превеза (29 септември) и Месолонги. За да се подхрани войната, влизането на нови семейства във венецианския патрициат е разрешено срещу големи суми. През 1685 г. венецианците превземат Корони, напредвайки навътре в Месения и Мани, облекчавайки местното население. На следващата година пристигат подкрепления от Папската държава, Велико херцогство Тоскана и Малта. Падат о-в Наварино, Модони, Аргос, Коринт и Навплио. Въпреки идването на чумата през 1686 г. падат и Патра, замъкът на Морея, замъкът на Румелия и Навпакт, което кара турците да бягат. След като превзема и Мистра през август, Мореа се оказва под пълен венециански контрол. Следователно войната се премества в Централна Гърция. След като превзема Елевсина, Атина също е завладяна за кратко и Акрополът ѝ е обсаден от венецианците от 23 до 29 септември: храмът на Атина Нике е разрушен от турците, за да се построи отбранителен бастион, докато Партенонът, използван като склад за боеприпаси, избухва вечерта на 26 септември, поразен от минохвъргачен снаряд. Османската контраатака срещу Тива се проваля, гарнизонът капитулира при условие да бъде отведен в Смирна. Превъзходството на турската кавалерия в Атика обаче прави невъзможно задържането на града, който е изоставен през април 1687 г.
През 1688 г. Морозини е възнаграден с избора му за дож. Останал на полето, той организира нападението срещу Негропонт. Негропонт обаче устоява, принуждавайки дожа да вдигне обсадата на 20 октомври, завръщайки се във Венеция малко след това. Също победен в Унгария, султан Мехмед IV е свален от престола в полза на своя брат Сюлейман II. Сюлейман II, възползвайки се от войната на Големия съюз, която включва Австрия на два фронта, продължава да контраатакува на техния фронт. И на юг скандалният маниотски пират Либеракис Геракарис, благодарение на своята дързост и разрушителните си набези във венецианската територия, успява да постави Венеция в затруднение. През 1692 г. той повежда армията си в Пелопонес, нападнат от неговите войски, които превземат Коринт, но напразно обсаждат Акрокоринт и Аргос, преди да бъдат принудени да се оттеглят. Новите опити на Геракарис през 1694 и 1695 г. се провалят. Действията му обаче донасят такова опустошение, че не могат да бъдат толерирани от Венеция: през август 1696 г. той е заловен и изпратен в Бреша, където е затворен. Отървавайки се от него, венецианците атакуват Вльора, която пада на 18 септември. През 1692 г. е нападнат и Крит, където е обсадена Кандия, което кара местното население да вдигне въстание. Опитът обаче се проваля, което води и до загубата на венецианската крепост Грабуза. Надявайки се да възобнови завоеванията си в Гърция, самият Морозини, въпреки напредналата си възраст, се завръща в Мореа през 1693 г., но умира на 16 януари 1694 г. в Навплио. Той е единственият човек, имал честта да получи приживе бюст в Двореца на херцога и официално предоставяне на титлата на пелопонесец.
Морозини е наследен от Силвестро Валиеро. Неговият наследник като военачалник обаче е Дзено, който, против съвета на военните водачи, започва експедиция срещу богатия о-в Хиос: островът е лесно превзет от венецианците, но отговорът на турците е суров, в резултат на което те са принудени на унизително отстъпление. Малки сблъсъци има впоследствие през 1695 г. на Андрос, през 1696 г. на Лемнос и през 1697 – 1698 г. на Самотраки. През 1699 г. войната завършва с Карловицкия мир, който постановява победата на Свещената лига и отстъпването на Кралство Морея на венецианците: това е последната голяма кампания за разширяване на Венецианската република и последната ѝ голяма победа.

## Венеция през XVIII век
Алвизе II Мочениго е избран за дож през 1700 г., откривайки политиката на твърд неутралитет, която характеризира последния век на Републиката. Следователно Венеция остава чужда на Войната за испанското наследство. Алвизе II умира през 1709 г.
На 22 май за дож е избран Джовани II Корнер. Въпреки желанието на Венеция да остане настрана от войните, които са окървавяват Европа в този период, през 1714 г. Републиката е принудена отново да се изправи срещу османците, които се опитват да проникнат в Адриатическо море. Войната заварва Републиката неподготвена политически и военно: Мореа и последните егейски колонии скоро падат. Единствените забележителни успехи са успешната отбрана на остров Корфу през 1716 г. и блокирането на набезите в Южна Далмация. Мирът от Пожаревиц през 1718 г. принуждава Венеция да признае загубата на Мореа, позволявайки ѝ да запази само Йонийските острови и да разшири владенията си в Далмация. През 1721 г. границата на Далмация е окончателно стабилизирана с определянето на т. нар. „Линия „Мочениго““.
На 24 август 1722 г. дож става Алвизе III Себастиано Мочениго. По време на неговото управление Венеция, сведена до маргинална сила на международната сцена, вижда прогресивното намаляване на динамиката на своята политическа класа, тъй като тя постепенно насочва интересите си към поземлените имоти на континента. За да подпомогне публичните финанси, патрициатът (аристокрацията) претърпява все по-мащабен приток на нови семейства в аристократичното тяло, също с цел укрепване на връзките с управляващите класи на континента. В тази епоха обаче са направени трудни опити да се спре ширещата се държавна корупция и да се съживи вече изтощената национална икономика. Има важни реставрационни работи и площад „Сан Марко“ е павиран. Дожът умира на 21 май 1732 г. Следва краткото управление на Карло Руцини.
Управлението на Алвизе Пизани започва на 17 януари 1735 г. В тази епоха помпозността на фестивалите и социалните събития нараства, правейки Венеция известна в цяла Европа като град на удоволствията и развлеченията, както и като град на културата, благодарение на свободата на мисълта, гарантирана от Републиката срещу църковната намеса. Започвайки от 1736 г., благодарение на въвеждането на нови видове кораби, наречени „ати“, с по-малък екипаж и много оръдия за отбрана, икономиката се подобрява значително.

На 30 юни 1741 г. дож става Пиетро Гримани. При него благодарение на държавните субсидии и защитата на дожите е налице забележимо развитие на културната и художествена дейност. И икономиката, която вече процъфтява при Пизани, възвръща силата си и благодарение на предимствата, донесени от политиката на неутралитет в комплекса от европейски конфликти, което позволява на търговците от Венеция да търгуват свободно с всички страни. Гримани умира на 7 март 1752 г. Той е наследен от Франческо Лоредан. При него се влошават сблъсъците между консерваторите и онези, които се застъпват за политически реформи, които да увеличат динамиката на републиката. В сблъсъка надделяват първите и основни представители на противниковата страна, включително просветителят Анджело Куерини, са затворени или заточени. В този тип климат в нощта между 25 и 26 юли 1755 г. е арестуван Джакомо Казанова, който е затворен в затворите Пиомби, откъдето бяга смело на зазоряване на 1 ноември, което е уникално в историята на тези затвори. Междувременно избухването на Седемгодишната война в Европа позволява засилване на икономическото възстановяване, което допълнително засилва консервативното крило във Висшия съвет. Лоредан умира на 19 май 1762 г. За дож е избран Марко Фоскарини, но той почива след само десет месеца. 

На 19 април 1763 г. на власт идва дож Алвизе IV Джовани Мочениго. През 1764 г. е ратифицирана Конвенцията от Остиля, която окончателно решава вековния въпрос за западните граници на републиката към австрийските владения в района на Милано. В действителност аферата става трънлива, тъй като е разкрита шпионска акция в ущърб на защитата на Венецианската република. През тази епоха Венеция е засегната от сериозна икономическа криза, срещу която се правят опити да се реагира чрез обнародване на закони за ограничаване на лукса, които обаче не намират реално приложение. Приложена е данъчна реформа, за да се преразпредели натискът върху гражданите и вътрешните мита са премахнати. Същевременно е направен опит за съживяване на търговията чрез действие срещу берберските пирати, ударени с експедиция през 1766 г. срещу Триполи, което принуждава местния господар да сключи търговски споразумения с Републиката. Търсени са и други споразумения – с Тунис, Мароко, Руската империя и с Америка. През 1767 г., като част от подобряването на климата на отношенията с Австрия, Венеция е посетена от Карл Евгений фон Вюртемберг, последван през 1769 г. и 1775 г. от самия Йозеф II. Дожът умира през 1778 г. в разгара на новата наказателна експедиция срещу Триполи. 
На 14 януари 1779 г. за дож е избран Паоло Рениер. През 1782 г. градът е посетен от Павел I от Русия, граф на Севера, и от папа Пий VI. През 1784 г. е ред на Густав III от Швеция. Въпреки тези важни визити венецианското политическо състояние все повече се възприема като маргинално на европейската сцена. През 1785 – 1786 г. венецианският флотът води война за последен път: под командването на Анджело Емо са бомбардирни Сфакс, Тунис и Бизерта, окончателно слагайки край на заплахите на берберите за остатъчната венецианска търговия. В този период обаче Републиката все още блести в културата с Антонио Вивалди в музиката, Карло Голдони в литературата и Джовани Батиста Тиеполо и Каналето в живописта.
XVIII век се характеризира с разпространението на типичния за Просвещението във Франция литературен салон. В тези салони се провеждат литературни и политически дебати, водят се романтични разговори и се играят карти. Трябва да се спомене салонът на Изабела Теоточи Албрици, посещаван от най-известните писатели на времето, като Уго Фосколо и Джордж Байрон, или тези на Марина Куерини и Джустина Рениер Микиел, посещавани също от Антонио Канова и мадам дьо Стал. Макар че тези салони подкрепят революционните идеи, те са по-малко на страната на Френската революция.